# Kršćanstvo u 1920.
◄◄ | ◄ | 1917. | 1918. | 1919. | 1920.  | 1921. | 1922. | 1923. | ► | ►►
Arhitektura • Astronomija • Biologija • Film • Fotografija • Glazba • Kazalište • Kemija • Kiparstvo • Knjige • Književnost • Kršćanstvo • Meteorologija • Medicina • Planinarstvo • Politika • Pravo • Promet • Slikarstvo • Strip • Šport • Televizija • Znanost • Zrakoplovstvo • Željeznički promet
Kršćanstvo u 1920.

## Svijet

### Rođenja
- 18. svibnja – Ivan Pavao II. († 2005.)

## Vanjske poveznice
|  | Zajednički poslužitelj ima još gradiva o temi Kršćanstvo u 1920. |